# Basilique Saint-Eugène de Rome
Cette basilique Saint-Eugène (en italien : basilica Sant'Eugenio) est une église de Rome, dans le quartier Pinciano située sur la via delle Belle Arti. 

## Histoire
Anticipant le 25e anniversaire de sa consécration épiscopale, le pape Pie XII a fait savoir qu'avec les dons annoncés à l'avance par les catholiques du monde entier, il avait décidé de construire une église dans un nouveau quartier de Rome privé d'église paroissiale. L'église fut dédiée à Eugène Ier. Sa construction a débuté en 1942, puis fut interrompue en raison de la guerre, et s'est achevée en 1951, année où elle a été consacrée. Devenue paroisse dès 1951, elle a été affiliée à partir de 1980 à la prélature personnelle de l'Opus Dei. Le 23 mai 1951, le pape Pie XII l'a élevée au rang de basilique mineure. À partir de 1960 elle porte le titre cardinalice Sant'Eugenio.
Le 3 mars 1986, elle a reçu la visite du pape Jean-Paul II.

## Architecture
L'église est de style éclectique, avec une façade blanche en travertin. Elle possède une coupole et une tour-campanile à l'arrière.

L'intérieur a trois nefs séparées par des colonnes doubles, et cinq chapelles latérales.

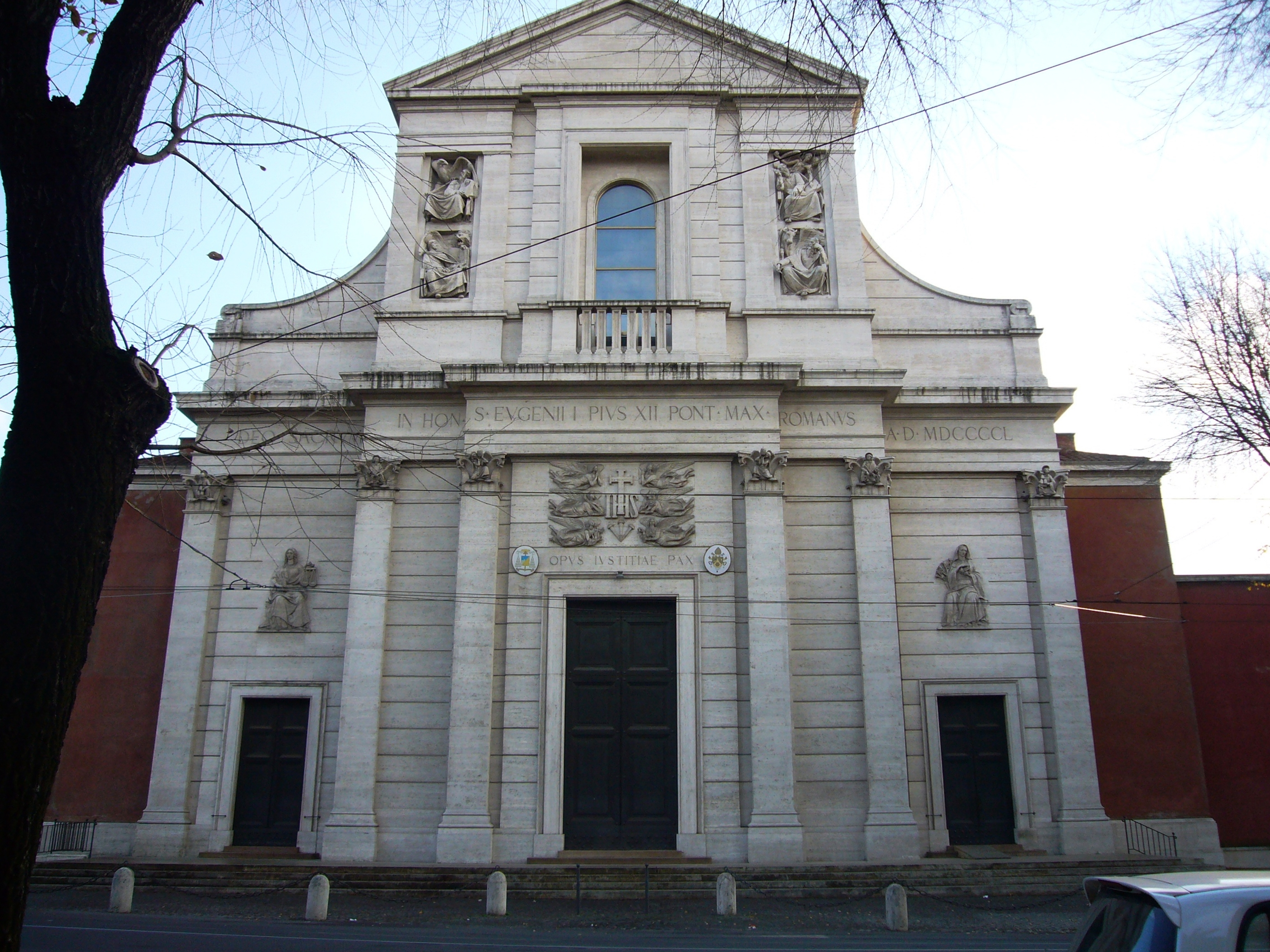
Façade, de style néo-baroque
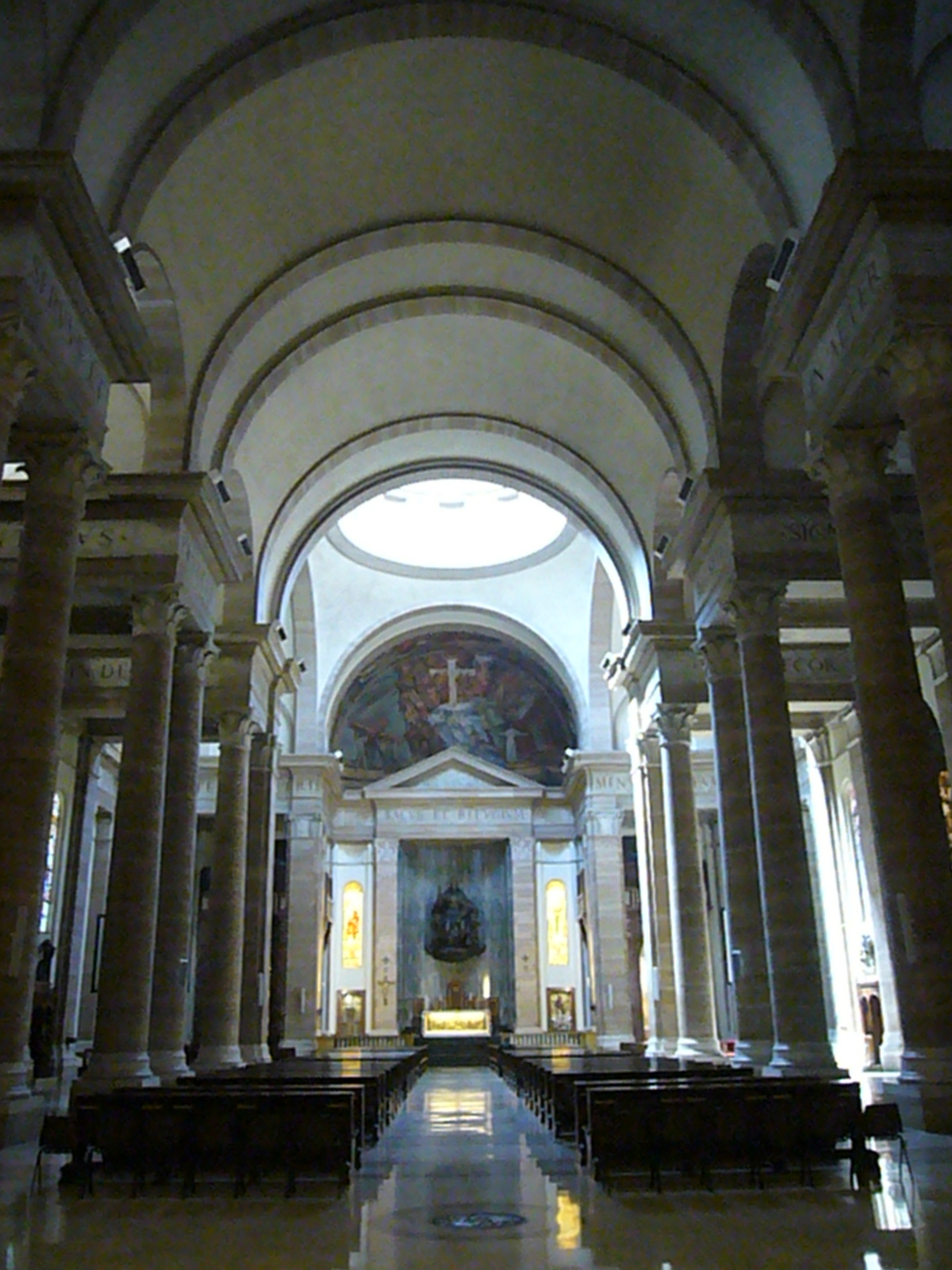
Intérieur
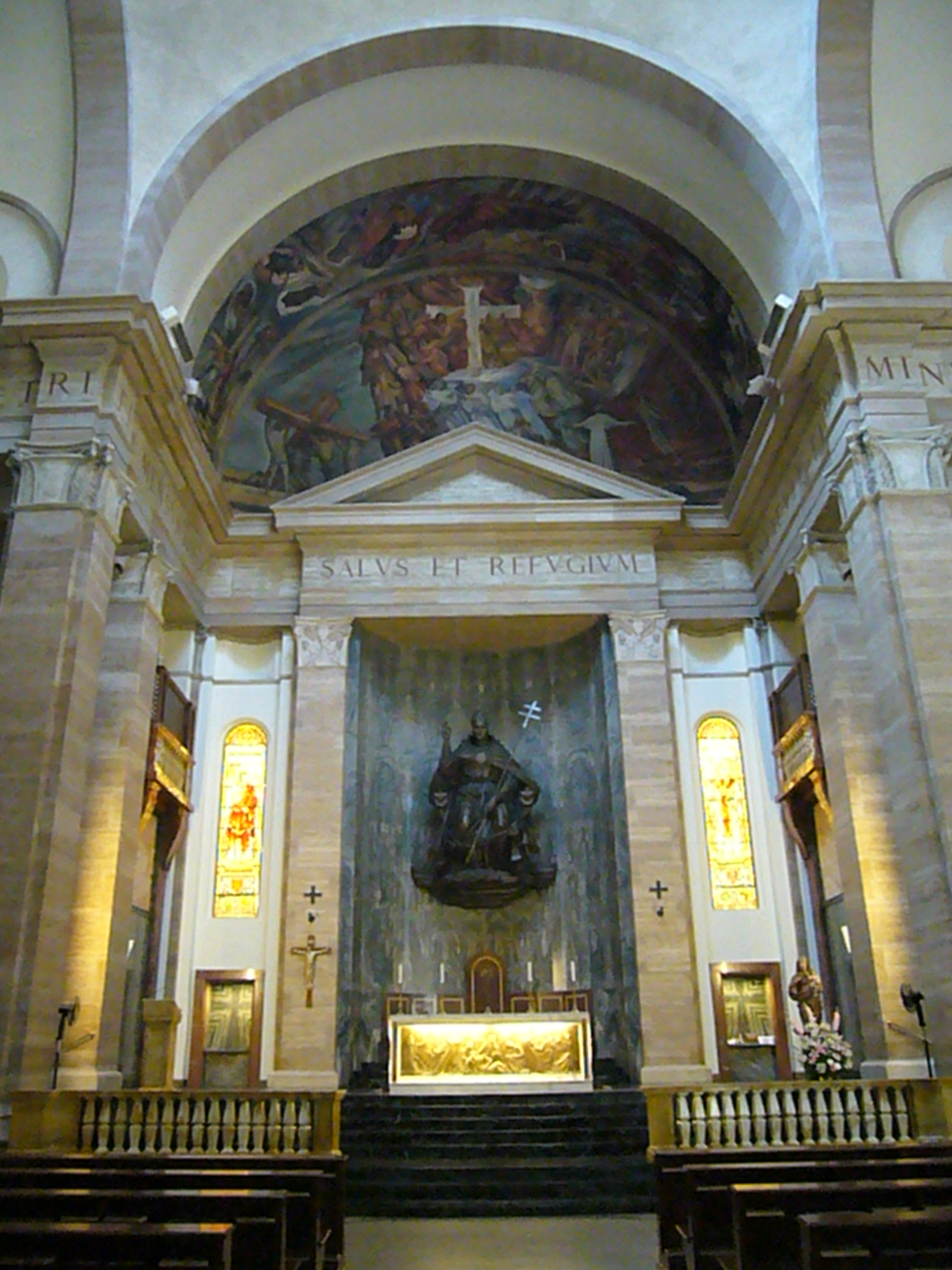
Autel principal
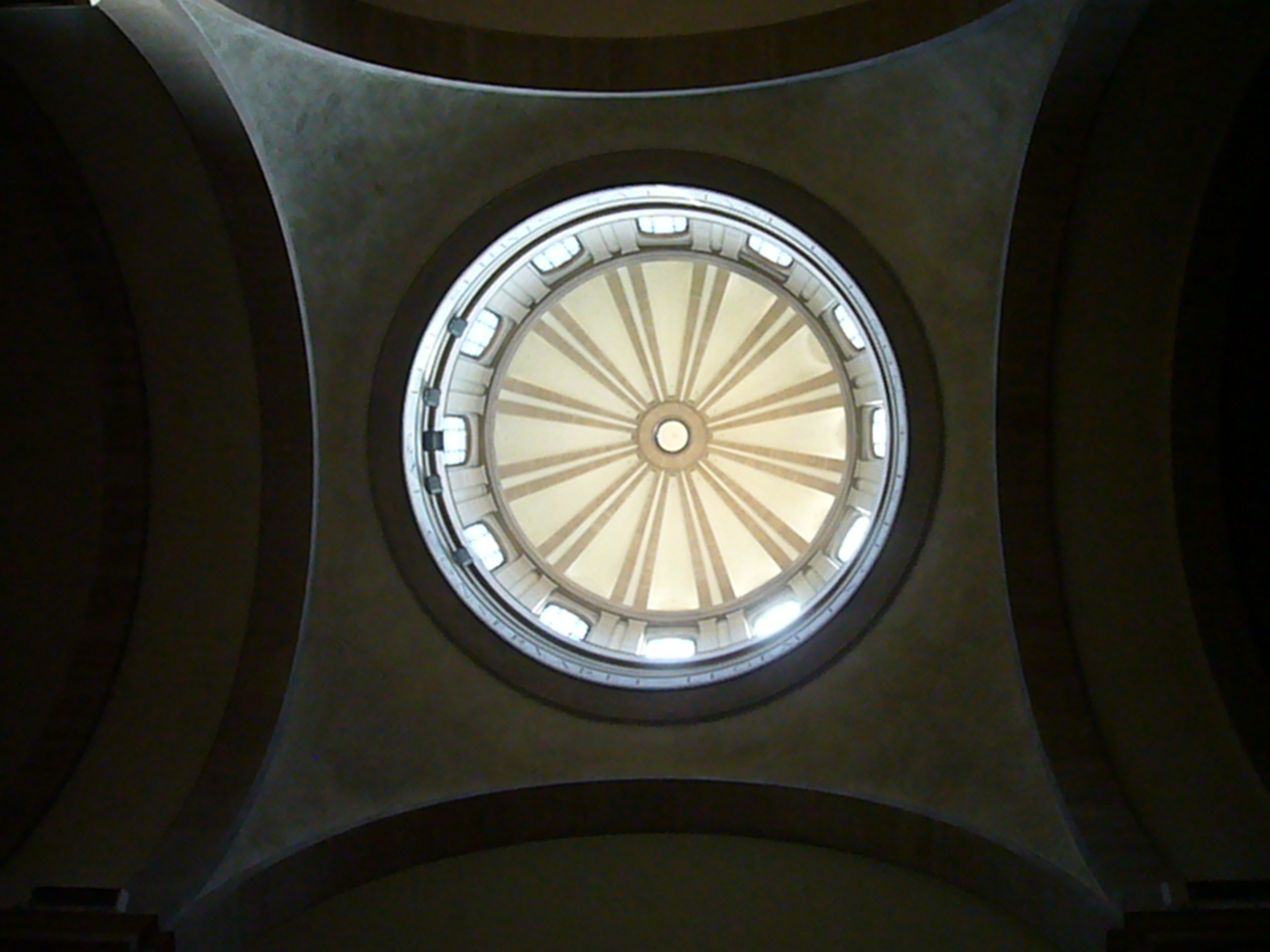
Dôme
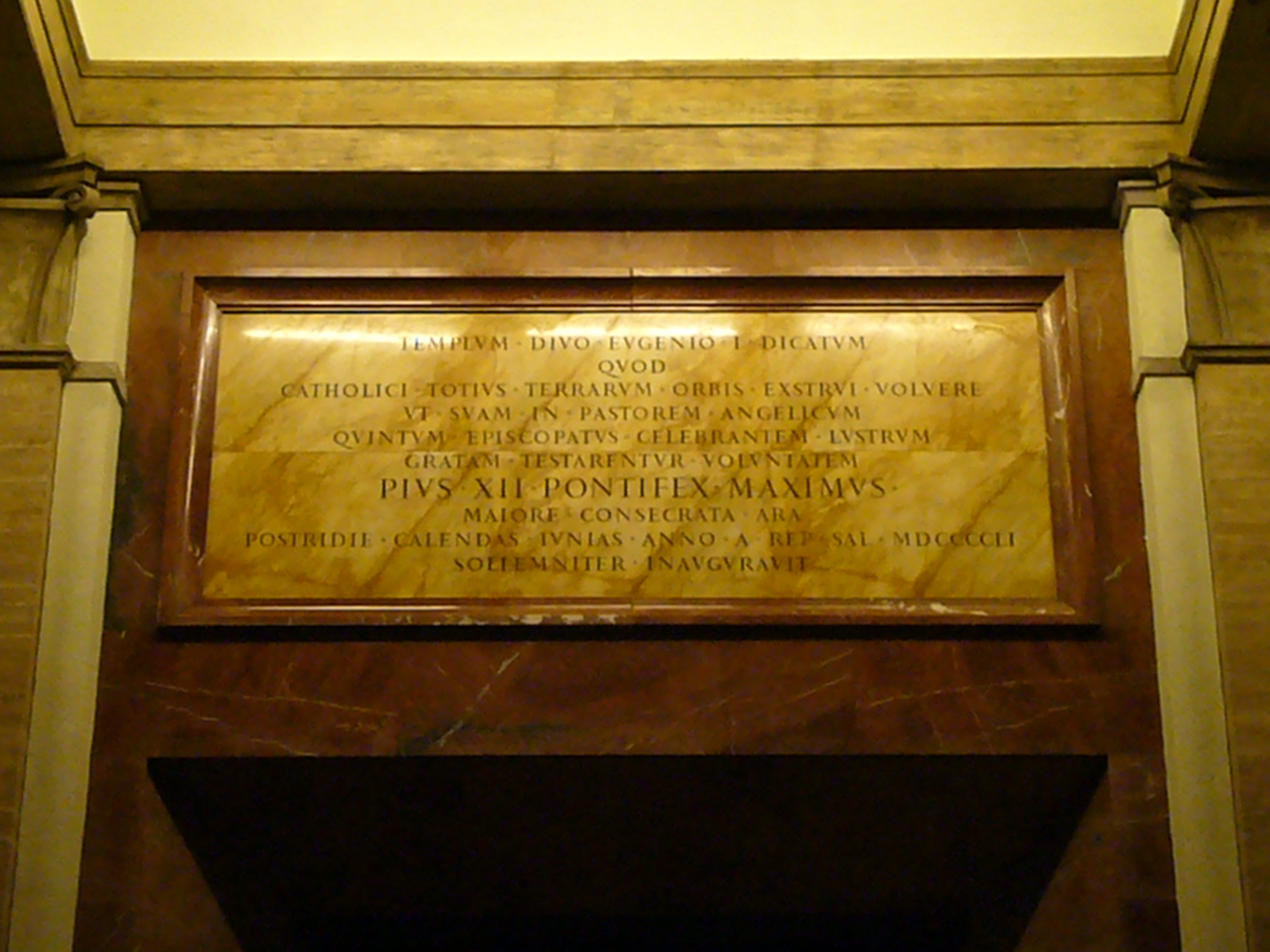
Plaque dédiée à Pie XII